# Thymus daenensis
Thymus daenensis — вид рослин родини глухокропивові (Lamiaceae), поширений у пн. Іраку й Ірані, за іншими даними — ендемік Ірану.

## Опис
Цей невеликий (6–30 см заввишки) багаторічний кущ з ланцетним листям поширений в більшості районів Ірану.

## Поширення
Поширений у пн. Іраку й Ірані, за іншими даними — ендемік Ірану.